# Sexy Power3
『Sexy Power3』（セクシー・パワー・スリー）は、Sexy Zoneの3作目のオリジナルアルバム。2015年3月11日にポニーキャニオンから発売。

## 概要
前作「Sexy Second」から約1年1ヶ月振りとなるオリジナル・アルバム。
今作は中島健人、菊池風磨、佐藤勝利のメインメンバーによるオリジナルアルバム。5人の曲だけでなく中島、菊池、佐藤の3人曲やそれぞれのソロ曲、「Sexy BoyZ」と「Sexy 松」の曲が収録されている。Sexy FamilyのジャニーズJr.も参加した。
初回限定盤A/B、通常盤、3rd Year Anniversary盤5種の計8種類で発売された。

## Sexy Family
「Sexy Power3」に参加したメンバー
Sexy Zone
- 中島健人、菊池風磨、佐藤勝利、松島聡、マリウス葉

Sexy 松（Show）
- 松島聡、松倉海斗、松田元太

Sexy Boyz
- マリウス葉、岩橋玄樹、神宮寺勇太

ジャニーズJr.
- 岸優太、平野紫耀、髙橋海人、永瀬廉、増田良、半澤暁、ジェシー

## 収録曲
ジャニーズ事務所公式サイトの紹介ページをもとに記載。

### CD
※シングル曲の詳細はそのページを参照。

#### 通常盤・3rd Anniversary盤
1. Sexy Power3（Introduction）-Inst.-
作曲・編曲：生田真心
2. マワレ ミラクル - 中島健人・菊池風磨・佐藤勝利
作詞：Moi、作曲：SiZK・Moi、編曲：SiZK
  - 本作のリードトラック
3. Hey you ! 
作詞：三浦徳子、作曲：多田慎也・木之下慶行、編曲：鈴木Daichi秀行
後に1stベストアルバム「Sexy Zone 5th Anniversary Best」にも収録された。
4. 君にHITOMEBORE - 中島健人・菊池風磨・佐藤勝利
作詞：岩里祐穂、作曲：井手コウジ、編曲：鈴木雅也
  - 8thシングル
5. Black Cinderella - 中島健人
作詞：中島健人、作曲：Susumu Kawaguchi・Zak Waters、編曲：Susumu Kawaguchi
6. 好きだよ - 佐藤勝利
作詞：佐藤勝利、作曲：Takuya Harada・Josef Melin、編曲：Josef Melin
7. 20 -Tw/Nty- - 菊池風磨
作詞：菊池風磨、作曲：STEVEN LEE、編曲：林田裕一
8. トラフィックジャム - Sexy Boyz・Sexy 松
作詞：MiNE、作曲：Susumu Kawaguchi・MiNE・Atsushi Shimada、編曲：生田真心
9. 桜咲くColor - 中島健人・佐藤勝利・マリウス葉
作詞・作曲：井手コウジ、編曲：鈴木雅也
10. 男 never give up - 中島健人・菊池風磨・佐藤勝利
作詞：三浦徳子、作曲：Susumu Kawaguchi・Joakim Bjornberg・Christofer Erixon、編曲：生田真心
  - 7thシングル
11. ディア ハイヒール - 中島健人
作詞：中島健人、作曲・編曲：森大輔
12. まだ見ぬ景色 - 佐藤勝利
作詞：村野直球、作曲：STEVEN LEE・Andreas Carlsson・Fredrik Hult・Andreas Oberg、編曲：STEVEN LEE
13. Party up! - 菊池風磨
作詞：菊池風磨、作曲：Takuya Harada・STEVEN LEE・Drew Ryan Scott、編曲：STEVEN LEE
14. 一歩ずつ 〜Walk On The Wild Side〜 - 中島健人・菊池風磨・佐藤勝利
作詞：岩里祐穂、作曲：Susumu Kawaguchi・Joakim Bjornberg・Christofer Erixon、編曲：立山秋航
15. King & Queen & Joker
作詞：三浦徳子、作曲：Susumu Kawaguchi・Joakim Bjornberg・Christofer Erixon、編曲：生田真心
  - 6thシングル
16. Single Medley 〜3rd Year Anniversary〜
  1. Sexy Zone
  2. King & Queen & Joker
  3. Real Sexy!
  4. BAD BOYS - 中島健人・菊池風磨・佐藤勝利
  5. 男 never give up - 中島健人・菊池風磨・佐藤勝利
  6. バィバィDuバィ 〜See you again〜
  7. A MY GIRL FRIEND - 中島健人・菊池風磨・佐藤勝利
  8. Sexy Summerに雪が降る
  9. 君にHITOMEBORE - 中島健人・菊池風磨・佐藤勝利
  10. Lady ダイヤモンド
  11. Sexy Zone

#### 初回限定盤A
1. Sexy Power3（Introduction）-Inst.-
2. マワレ ミラクル - 中島健人・菊池風磨・佐藤勝利
3. Hey you !
4. 君にHITOMEBORE - 中島健人・菊池風磨・佐藤勝利
5. Black Cinderella - 中島健人
6. 好きだよ - 佐藤勝利
7. 20 -Tw/Nty- - 菊池風磨
8. トラフィックジャム - Sexy Boyz・Sexy 松
9. 桜咲くColor - 中島健人・佐藤勝利・マリウス葉
10. 男 never give up - 中島健人・菊池風磨・佐藤勝利
11. ディア ハイヒール - 中島健人
12. まだ見ぬ景色 - 佐藤勝利
13. Party up! - 菊池風磨
14. 一歩ずつ ～Walk On The Wild Side～ - 中島健人・菊池風磨・佐藤勝利
15. King & Queen & Joker
16. この手をつなごう - Sexy Boyz・Sexy 松
作詞：松井五郎、作曲：馬飼野康二、編曲：船山基紀

#### 初回限定盤B
1. Sexy Power3（Introduction）-Inst.-
2. マワレ ミラクル - 中島健人・菊池風磨・佐藤勝利
3. Hey you !
4. 君にHITOMEBORE - 中島健人・菊池風磨・佐藤勝利
5. Black Cinderella - 中島健人
6. 好きだよ - 佐藤勝利
7. 20 -Tw/Nty- - 菊池風磨
8. トラフィックジャム - Sexy Boyz・Sexy 松
9. 桜咲くColor - 中島健人・佐藤勝利・マリウス葉
10. 男 never give up - 中島健人・菊池風磨・佐藤勝利
11. ディア ハイヒール - 中島健人
12. まだ見ぬ景色 - 佐藤勝利
13. Party up! - 菊池風磨
14. 一歩ずつ ～Walk On The Wild Side～ - 中島健人・菊池風磨・佐藤勝利
15. King & Queen & Joker
16. Let's Go To Earth - Sexy Familly [注 1]
作詞：EMI K.Lynn、作曲：佐藤泰将

### DVD

#### 初回限定盤A
1. 「マワレ ミラクル」Music Clip - 中島健人・菊池風磨・佐藤勝利
2. Making of「マワレ ミラクル」

#### 初回限定盤B
1. 「Let's Go To Earth」Music Clip - Sexy Family
2. Making of「Let's Go To Earth」
3. Making of Jacket Shooting